# Ellis and Burnand Tramway (Ongarue)
Die Ellis & Burnand Tramway war von 1922 bis 1958 eine 37 km lange Schmalspur-Waldbahn mit zum Teil hölzernen Schienen bei Ongarue in Neuseeland mit einer Spurweite von 1067 mm (3 Fuß 6 Zoll).

## Strecke
Der Bau der Bahnstrecke begann 1922, nachdem J. W. Ellis und Harry Burnand 1914 ihr Sägewerk in Ongarue gebaut hatten.
Die Ellis & Burnand Tramway wurde mit einer Ongarue Spiral genannten Kreiskehrschleife, einem Kreiskehrtunnel, zwei hohen Trestle-Brücken und tiefen Einschnitten professionell geplant und gebaut. Sie war die längste Waldbahn im Busch von Neuseeland.
Im Jahr 1955 wurde die Waldbahn aufgrund von Überflutungsschäden stillgelegt, und 1966 wurde auch das Sägewerk außer Betrieb genommen.

## Lokomotiven
Dampfbetriebene Getriebelokomotiven von Climax, Heisler/Stearns und Price wurden auf der Waldbahn eingesetzt. Die Climax-Lokomotive fuhr zwischen dem Sägewerk und den Abstellgleisen am Waione Camp hin und her, während die A. & G. Price Lokomotiven von dort zu den Verladestellen im Wald fuhren.
| Achsfolge    | Typ | Hersteller      | Nummer  | Baujahr | Zustand       | Besitzer                                                  | Einsatzdauer |
| ------------ | --- | --------------- | ------- | ------- | ------------- | --------------------------------------------------------- | ------------ |
| 0-4-4-0BT    |     | Climax          | #1650   | 1924    | Eingelagert   | Bush Tramway Club                                         | 1924–1960    |
| 0-4-4-0BT    |     | Heisler/Stearns | #1082   | 1904    | Wird überholt | Bush Tramway Club                                         | 1947–1966    |
| 0-4-4-4-4-0T |     | Price           | Matilda | 1912    | Ausgemustert  |                                                           | 1923–1951    |
| 0-4-4-4-4-0T |     | Price           | Martha  | 1912    | Ausgemustert  |                                                           | 1923–1926    |
| 0-4-4-0BT    | B   | Climax          | #1203   | 1913    | Eingelagert   | West Coast Historical & Mecha- nical Society – Shantytown | 1953–1963    |
| 0-4-4-0T     | E   | Price           | #111    | 1923    | Wird überholt | Bush Tramway Club                                         | 1944–1958    |
| 4-2-0        |     | Chevrolet       |         |         | Unbekannt     |                                                           |              |

## Timber trail
Das Wegerecht der ehemaligen Waldbahn wird heute für einen Timber Trail genannten Radwanderweg genutzt.

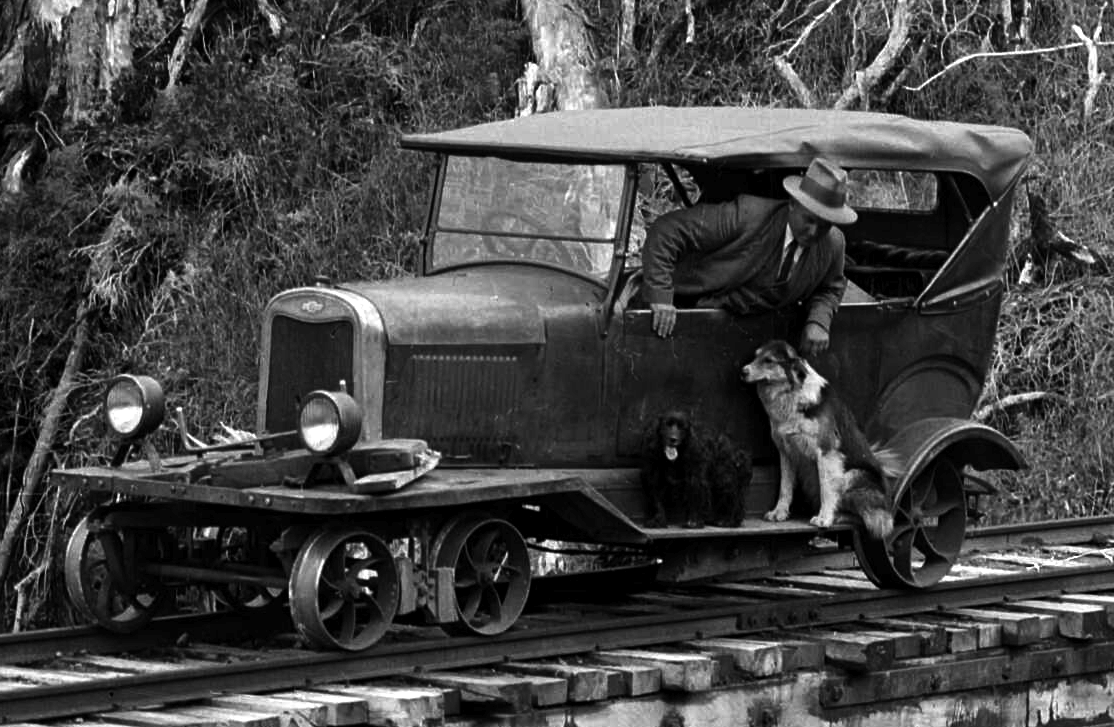
Chevrolet-Draisine auf einer Brücke über eine Schlucht beim Sägewerk
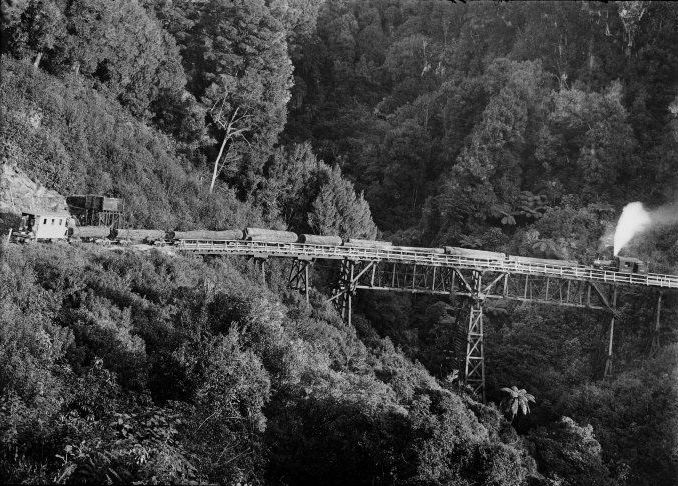
Climax-Lokomotive mit Baumstämmen auf dem Mangatukutuku-Viadukt
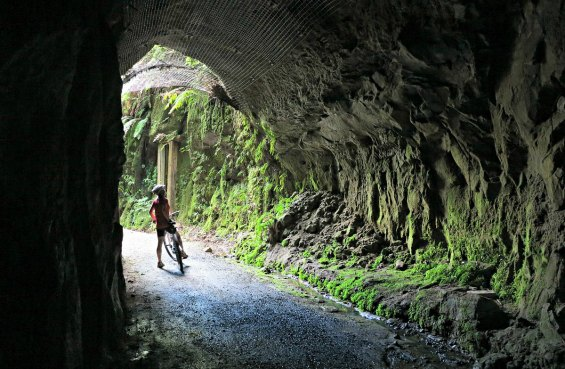
Timber Trail im bogenförmigen Tunnel der Ongarue Spiral